# Чемпионат Франции по теннису среди профессионалов
Чемпионат Франции среди профессионалов (фр. Championnat international de France Professionnel, англ. the French Pro) — теннисный турнир, разыгрывавшийся (с перерывами) с 1930 по 1968 год во Франции при участии профессиональных игроков. Проводился преимущественно на грунтовых кортах (с 1963 по 1967 год — в помещениях), входил в так называемый «профессиональный Большой шлем» наряду с профессиональным чемпионатом США и чемпионатом Уэмбли.

## Победители и финалисты
Австралиец Кен Розуолл выигрывал профессиональный чемпионат Франции 8 раз в одиночном и 5 раз в парном разряде — в общей сложности 13 чемпионских титулов. Рекорд по числу побед в парах принадлежит ещё одному австралийскому теннисисту Лью Хоуду — 6 чемпионских званий, из них четыре в паре с Розуоллом.
Хозяева соревнований завоёвывали чемпионский титул до Второй мировой войны трижды в одиночном и дважды в парном разряде (один раз победила полностью французская пара). Кроме того, французские теннисисты трижды выигрывали турнир в первые послевоенные годы в отсутствие сильнейших профессионалов из-за рубежа, а в предпоследний год проведения турнира совладельцем титула в парном разряде стал француз Пьер Бартез.

### Одиночный разряд
| Год                            | Победитель       | Финалист/2-е место | Счёт в финале           |
| ------------------------------ | ---------------- | ------------------ | ----------------------- |
| Париж, «Ролан Гаррос»          |                  |                    |                         |
| 1930                           | Карел Кожелуг    | Альберт Берк       | Круговой турнир         |
| 1931                           | Мартен Плаа      | Робер Рамийон      | Круговой турнир         |
| 1932                           | Робер Рамийон    | Мартен Плаа        | Круговой турнир         |
| 1933                           | Билл Тилден      | Анри Коше          | 6-2, 6-4, 6-2           |
| 1934                           | Билл Тилден (2)  | Мартен Плаа        | 6-2, 6-4, 7-5           |
| 1935                           | Эллсуорт Вайнз   | Ганс Нюсляйн       | 10-8, 6-4, 3-6, 6-1     |
| 1936                           | Анри Коше        | Робер Рамийон      | 6-3, 6-1, 6-1           |
| 1937                           | Ганс Нюсляйн     | Анри Коше          | 6-2, 8-6, 6-3           |
| 1938                           | Ганс Нюсляйн (2) | Билл Тилден        | 6-0, 6-1, 6-2           |
| 1939                           | Дон Бадж         | Эллсуорт Вайнз     | 6-2, 7-5, 6-3           |
| 1940— 1946                     | Не проводился    | Не проводился      | Не проводился           |
| Канны                          |                  |                    |                         |
| 1947                           | Жак Лангане      | Констан Аллавена   | 6-3, 6-4, 4-6, 6-2      |
| 1948                           | Не проводился    | Не проводился      | Не проводился           |
| Довиль                         |                  |                    |                         |
| 1949                           | Анри Виссо       | Андре Конте        | 6-2, 6-3, 6-0           |
| 1950                           | Анри Виссо (2)   | Андре Конте        | 6-4, 6-3, 6-1           |
| 1951— 1955                     | Не проводился    | Не проводился      | Не проводился           |
| Париж, «Ролан Гаррос»          |                  |                    |                         |
| 1956                           | Тони Траберт     | Панчо Гонсалес     | 6-3, 4-6, 5-7, 8-6, 6-2 |
| 1957                           | Не проводился    | Не проводился      | Не проводился           |
| 1958                           | Кен Розуолл      | Лью Хоуд           | 3-6, 6-2, 6-4, 6-0      |
| 1959                           | Тони Траберт (2) | Фрэнк Седжмен      | 6-4, 6-4, 6-4           |
| 1960                           | Кен Розуолл (2)  | Лью Хоуд           | 6-2, 2-6, 6-2, 6-1      |
| 1961                           | Кен Розуолл (3)  | Панчо Гонсалес     | 2-6, 6-4, 6-3, 8-6      |
| 1962                           | Кен Розуолл (4)  | Андрес Химено      | 3-6, 6-2, 7-5, 6-2      |
| Париж, «Стад Пьер де Кубертен» |                  |                    |                         |
| 1963                           | Кен Розуолл (5)  | Род Лейвер         | 6-8, 6-4, 5-7, 6-3, 6-4 |
| 1964                           | Кен Розуолл (6)  | Род Лейвер         | 6-3, 7-5, 3-6, 6-3      |
| 1965                           | Кен Розуолл (7)  | Род Лейвер         | 6-3, 6-2, 6-4           |
| 1966                           | Кен Розуолл (8)  | Род Лейвер         | 6-3, 6-2, 14-12         |
| 1967                           | Род Лейвер       | Андрес Химено      | 6-4, 8-6, 4-6, 6-2      |
| Париж, «Ролан Гаррос»          |                  |                    |                         |
| 1968                           | Род Лейвер (2)   | Джон Ньюкомб       | 6-2, 6-2, 6-3           |

### Парный разряд
| Год  | Победители                    | Финалисты/2-е место         | Счёт в финале |
| ---- | ----------------------------- | --------------------------- | ------------- |
| 1930 | Карел Кожелуг Роман Найух     | Альберт Берк Эд Берк        |               |
| 1935 | Эллсуорт Вайнз Билл Тилден    | Альберт Берк Ганс Нюсляйн   |               |
| 1936 | Альберт Берк Анри Коше        | Мартен Плаа Робер Рамийон   |               |
| 1937 | Лестер Стёфен Билл Тилден (2) | Анри Коше Робер Рамийон     |               |
| 1938 | Мартен Плаа Робер Рамийон     | Ганс Нюсляйн Билл Тилден    |               |
| 1953 | Дон Бадж Фрэнк Седжмен        | Панчо Гонсалес Панчо Сегура |               |
| 1956 | Панчо Гонсалес Тони Траберт   | Фрэнк Седжмен Рекс Хартвиг  |               |
| 1959 | Тони Траберт (2) Лью Хоуд     | Мервин Роуз Фрэнк Седжмен   |               |
| 1960 | Тони Траберт (3) Лью Хоуд (2) | Кен Розуолл Фрэнк Седжмен   |               |
| 1961 | Кен Розуолл Лью Хоуд (3)      | Панчо Гонсалес Тони Траберт |               |
| 1962 | Кен Розуолл (2) Лью Хоуд (4)  | Мэл Андерсон Эшли Купер     |               |
| 1963 | Кен Розуолл (3) Лью Хоуд (5)  | Мэл Андерсон Род Лейвер     |               |
| 1964 | Кен Розуолл (4) Лью Хоуд (6)  | Луис Айяла Андрес Химено    |               |
| 1965 | Мэл Андерсон Кен Розуолл (5)  | Эрл Бухгольц Род Лейвер     |               |
| 1966 | Эрл Бухгольц Род Лейвер       | Пьер Бартез Андрес Химено   |               |
| 1967 | Пьер Бартез Андрес Химено     | Род Лейвер Фред Столл       |               |
| 1968 | Род Лейвер (2) Рой Эмерсон    | Кен Розуолл Фред Столл      |               |